# 삼성 갤럭시 J7
삼성 갤럭시 J7(Samsung Galaxy J7)은 삼성전자가 2015년 6월 공개하여 2015년 11월에 출시한 안드로이드 스마트폰이다. 색상으로는 블랙, 화이트, 골드가 있다.

## 상세
갤럭시 J 시리즈의 2015년 하반기 타겟 스마트폰으로, 2015년 상반기에 공개된 기기 중, 상급형 라인업이다.
전반적인 디자인은 갤럭시 J1과 패밀리룩을 이루고 있다. 이전 기종은 갤럭시 J5이다.
CPU는 쿼드코어 1.2 GHz를 사용하며, 디스플레이는 5.5인치 720 x 1280 디스플레이, S-Stripe RGB 서브픽셀 방식의 삼성D Super AMOLED, 멀티터치를 지원하며, 정전식 터치 스크린을 탑재하고 있다.
프로세서로는 삼성 엑시노스 7580 SoC. ARM Cortex-A53 MP8 1.5 GHz CPU, ARM Mali-T720 MP2 800 MHz GPU나, 퀄컴 스냅드래곤 615 MSM8939 SoC. ARM big.LITTLE↓, 퀄컴 Adreno 405 GPU, ARM Cortex-A53 MP4 1.4 GHz CPU + ARM Cortex-A53 MP4 1 GHz CPU를 기본 탑재하고 있는데, 대한민국 버전으로는 퀄컴 스냅드래곤 410 MSM8916 SoC. ARM Cortex-A53 MP4 1.2 GHz CPU, 퀄컴 Adreno 306 GPU를 탑재하고 있으며, 미국 버전으로는 퀄컴 스냅드래곤 415 MSM8929 SoC, ARM-Cortex MP8 1.4 Ghz CPU, 퀄컴 Adreno 405를 탑재하고있다.
메모리는 1.5 GB LPDDR3 SDRAM, 16 GB 내장 메모리, 최대 128GB 지원하는 micro SDXC를 외장 메모리로 탑재되어 있다.
연결방식 중 네트워크로는 기본 HSPA+ 42Mbps, HSDPA & HSUPA & UMTS, GSM & EDGE, Wi-Fi 802.11a/b/g/n, 블루투스 4.1, NFC, ANT+를 지원하며, LTE Cat.6, LTE Cat.4, TD-LTE, TD-SCDMA, CDMA EV-DO Rev.A중 선택이 가능하다. 업로드 속도는 최대 50 Mbps로 통일되어 있으나, 다운로드 속도는 Cat.6가 300 Mbps, Cat.4가 150 Mbps로 최대 속도가 잡혀져있다.
카메라는 전면카메라는 LED 플래시가 탑재된 500만 화소이며, 후면 카메라는 1,300만 화소에 LED 플래시, 오토포커스를 지원한다. 전면카메라는 후면카메라와 마찬가지인 LED 플래시가 탑재되었으나, AF는 빠져있다.
배터리 용량은 착탈식 3000 mAh을 사용한다.
운영 체제는 기본적으로 안드로이드 롤리팝 5.1이 탑재되어 있으며, 공개 당시 펌웨어 버전은 5.1.1 이었다.

## 출시
2015년 11월 11일, 국립전파연구원에서 한국 KT 모델 기기가 전파인증을 취득하였다.
또한 2015년 11월 19일, KT가 단독 출시할 것이라는 소식이 전해졌으며, 2015년 11월 25일, 출시 일정이 공개되었다. 또한, 2015년 11월 26일에 정식 출시되며 출고가는 374,000 원으로 책정되었다고 한다.
그러나 후에 한국 내수용 모델의 사양이 하향되는 사태가 벌어졌으며, 삼성 엑시노스 7580을 탑재한 인도 출시 모델보다 더 비싸게 책정되었기에 논란이 되었다.
그러나, 삼성전자는 이에 대해 지상파 DMB와 디스플레이 패널 차이로 인한 부분이라고 설명했다.
또한, 중화인민공화국 출시 모델과 대한민국 모델 과 비교했을 때 디스플레이, 크기 등 사양이 여러부분 다른점이 존재하였다.

## 해외
모델 공개와 동시에 중화인민공화국에 출시되었으며, 듀얼심을 지원하며 차이나모바일 모델만 출시되었다. 또한 디스플레이가 TFT-LCD로 변경되었으며 출고가는 약 1,798 위안 (약 335,800 원)으로 책정되었다.
이후 인도차이나 반도 지역의 출시가 이루어지고 있다.
미국에는 버진 모바일 US와 부스트.모바일을 통해 출시하였다.

## 같이 보기
- 삼성 갤럭시 J
- 삼성 갤럭시 J5
- 삼성 갤럭시
- 삼성그룹
- 안드로이드 (운영체제)